# Municipalisme llibertari

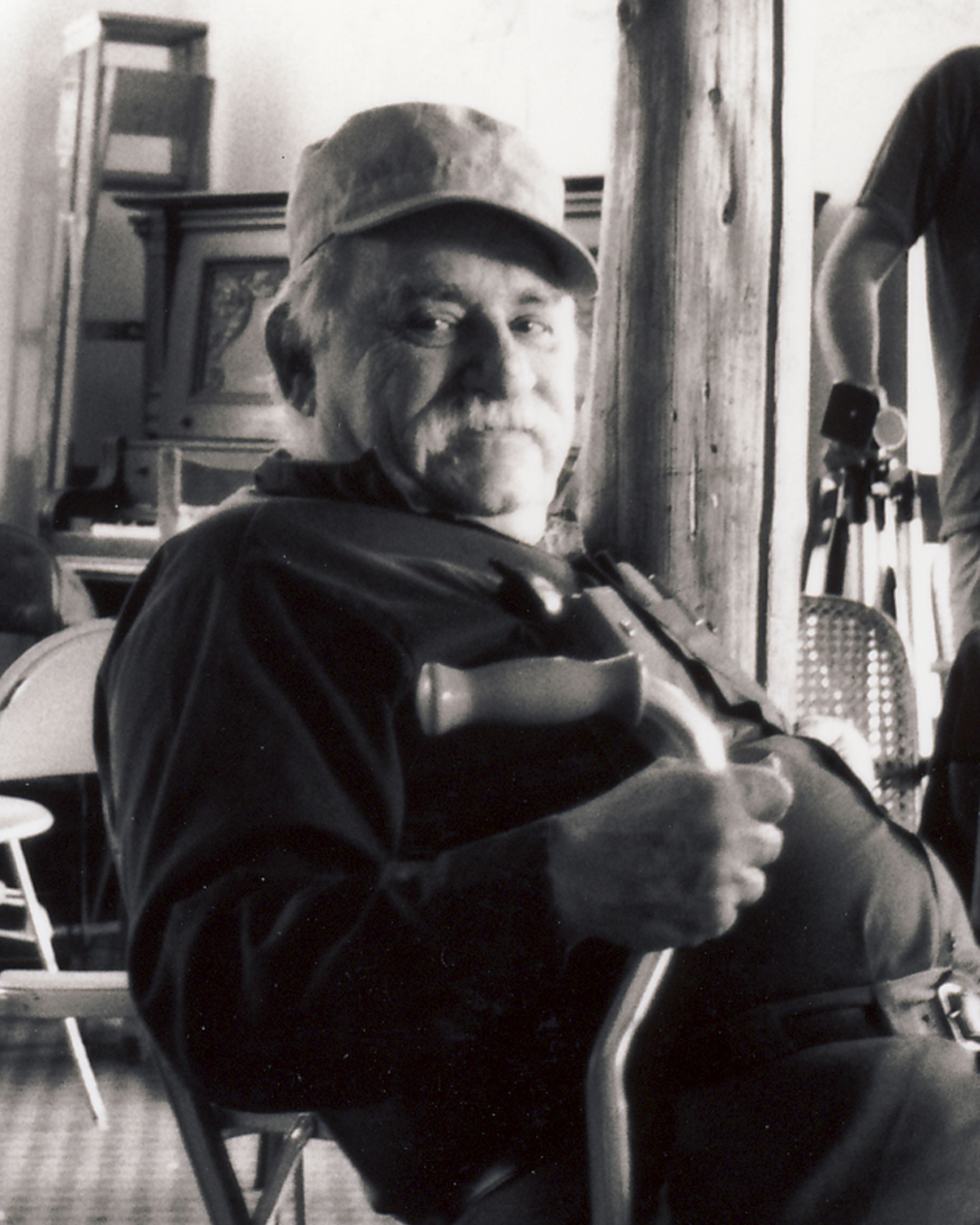
Murray Bookchin

El municipalisme llibertari és una idea d'organització política basada en institucions assembleàries d'índole veïnal que, practicant la democràcia participativa, es federarien en una confederació de municipis o comunes lliures, i és una alternativa a l'Estat. Formulada a partir de la tradició localista i municipalista de l'anarquisme, va ser esbossada contemporàniament per Murray Bookchin.

## Principis i objectiu
Està influït per l'ecologia social i no és només una estratègia alternativa al sindicalisme llibertari, sinó també una crítica a l'èmfasi en allò econòmic que fa aquest. Per al municipalisme l'important ja no és només l'esfera econòmica, sinó la convivència, en la qual veu o pretén el motor del canvi. En aquest sentit, el municipalisme lluita per l'alliberament dels municipis, convertint-los en insubmisos al poder estatal, per tal de, arribat a un punt, l'organització municipal alternativa -de tipus federalista- esdevingui un contrapoder eficaç a l'Estat centralitzat i al sistema econòmic relacionat a aquest (mercantilisme, corporativisme, etc.). En aquest procés, els municipis llibertaris, abans d'aconseguir el canvi social global, anirien definint una nova forma de vida i comunitat practicant els valors ètics i organitzatius llibertaris i redefinint, de la mateixa manera, les relacions dels humans en els ecosistemes. Formarien una confederació de municipalitats que acabarien resultant en una ruptura amb l'Estat-nació.

## Mètode
El problema que es planteja és el com aconseguir un municipi anarquista dins d'un sistema estatista. Això ha portat a postures que defensen la participació en les eleccions municipals a través de partits polítics organitzats estructuralment mitjançant democràcia directa que expandeixin la seva organització al conjunt del municipi una vegada desbancats els partits burgesos. No obstant el municipalisme no s'esgota en l'estratègia electoral: al mateix temps planteja la via que seria l'organització social de baix a dalt, creant organitzacions dins del municipi (de producció, de consum, ideològiques, culturals, i de la resta dels serveis) que es fessin prou forts com per enderrocar el poder municipal burgès i exigir una reapropiació del municipi per part de la societat, i, a través de les seves organitzacions de democràcia directa, definir la vida comunitària productiva, cultural i lúdica, entre altres aspectes.
També hi ha diferències de criteri, per exemple diversos municipalistes europeus marquen certa distància amb el que consideren de vegades el "parlamentarisme municipal" de Bookchin, però reconeixent totes les altres implicacions de la seva proposta, de manera que prefereixen anomenar a la seva línia "municipalisme de base".

## Pràctica
El moviment kurd relacionat amb el Partit dels Treballadors del Kurdistan (PKK) està intentant de construir una societat civil sota principis del municipalisme llibertari. La seva variant ideològica anomenada confederalisme democràtic es basa en un concepte publicat per Abdullah Öcalan el 2005. Diferent a Bookchin l'organització general del moviment, la Koma Civakên Kurdistan (KCK), no busca l'oposició directa amb els estats nació, pretenen arribar a una pau estable a la regió.
Hom podria considerar que la descentralització que el moviment 15M proposà per barris i pobles, organitzant assemblees de democràcia directa obertes a tothom en aquests marcs, apuntava al model del municipalisme llibertari.